# ППН-1
ППН-1 (от Прицел Пулеметный Ночной, первый образец) — советский активный ночной оптический прицел, специально разработанный для прицельной стрельбы из ротного пулемета образца 1946 года в условиях плохой освещенности на дистанциях вплоть до 350 м независимо от погодных условий.

## Конструкция
Комплект поставки прицела включает в себя:
электронно-оптический ночной прицел,
инфракрасный прожектор с электронно-оптическим визиром,
две аккумуляторные батареи 5КНБ-25.

## Тактико-технические характеристики
Видимое увеличение, крат — 3,7
Поле зрения, градусы — 8
Разрешение, минута дуги — 1,8
Диаметр выходного зрачка, мм — 7
Удаление выходного зрачка, мм — 30
Фокусное расстояние объектива, мм — 100

## Массо-габаритные параметры
Вес и размеры основных элементов прицела приведены в таблице.
| Наименование элемента       | Вес, кг | Длина, мм | Ширина, мм | Высота, мм |
| --------------------------- | ------- | --------- | ---------- | ---------- |
| Ночной прицел               | 2,54    | 280       | 132        | 153        |
| Футляр для прицела          | 2,70    | 300       | 156        | 303        |
| ИК-прожектор                | 9,84    | 400       | 425        | 600        |
| Ранец с батареями и кабелем | 17,55   | 255       | 315        | 378        |